# 2020年马来西亚
2020年代马来西亚: 2020年马来西亚 / 2021年马来西亚 / 2022年马来西亚 / 2023年马来西亚 / 2024年马来西亚 / 2025年马来西亚 / 2026年马来西亚 / 2027年马来西亚 / 2028年马来西亚 / 2029年马来西亚
2020年是马来西亚独立日为63年，马来西亚日为57年。

## 大事纪

### 2月
- 2月24日，马来西亚发生2020年－2022年马来西亚政治危机。
- 2月24日，土著团结党退出希望联盟。

### 3月
- 3月1日，慕尤丁在国家元首苏丹阿都拉的任命下，正式就任马来西亚第八任首相。

### 7月
- 7月13日，马来西亚国会下议院议长莫哈末阿里夫在第八任首相慕尤丁提呈的撤换国会议长的动议成功以111票对109票成功通过后，由阿兹哈阿兹占·哈仑在一片争议声中接任国会下议院议长职位。
- 7月28日，吉隆坡高等法庭宣判，前首相纳吉·阿都拉萨涉及一个马来西亚发展有限公司丑闻的SRC洗钱案7项指控全部成立，判处监禁12年和罚款2亿1000万令吉，若无法缴付罚款则加监5年。

### 8月
- 8月12日，前首相马哈迪·莫哈末创立祖国斗士党。

### 9月
- 9月26日，沙巴州举行的第16届沙巴州议会选举，是2020年－2022年马来西亚政治危机以来首次州选举。最终由沙巴人民阵线取得38个州议席获胜。

### 11月
- 11月26日：为向已故巨星比·南利的妻子、著名女歌手莎罗马致敬，马来西亚谷歌（Google Malaysia）搜寻网站主页出现了她的谷歌涂鸦（Doodle）[1]。

### 12月
- 12月22日，柔佛州水务联熹有限公司发出通告，居銮多个地区将于12月29日上午8时开始制水，直至12月30日凌晨1时[2]。

## 文化
- 吉隆坡被联合国教科文组织评选为「世界图书之都」[3]。
- 柔佛州峇株巴辖的22岁华裔女生翁惠晴，凭“炒饭”系列网络漫画作品，夺得艾斯納獎，为马来西亚首位夺得此殊荣的大马漫画家[4]。

## 交通
- 2020年7月30日，首相慕尤丁及新加坡总理李显龙就恢复新柔捷运系统计划、成立合资营运公司协定，以及特许经营权达成双边协议。捷运系统将改为中型地铁系统，但载客量仍是1万人不变，预计2021年1月动工，2026年底将全面投入运作[5]。

## 教育

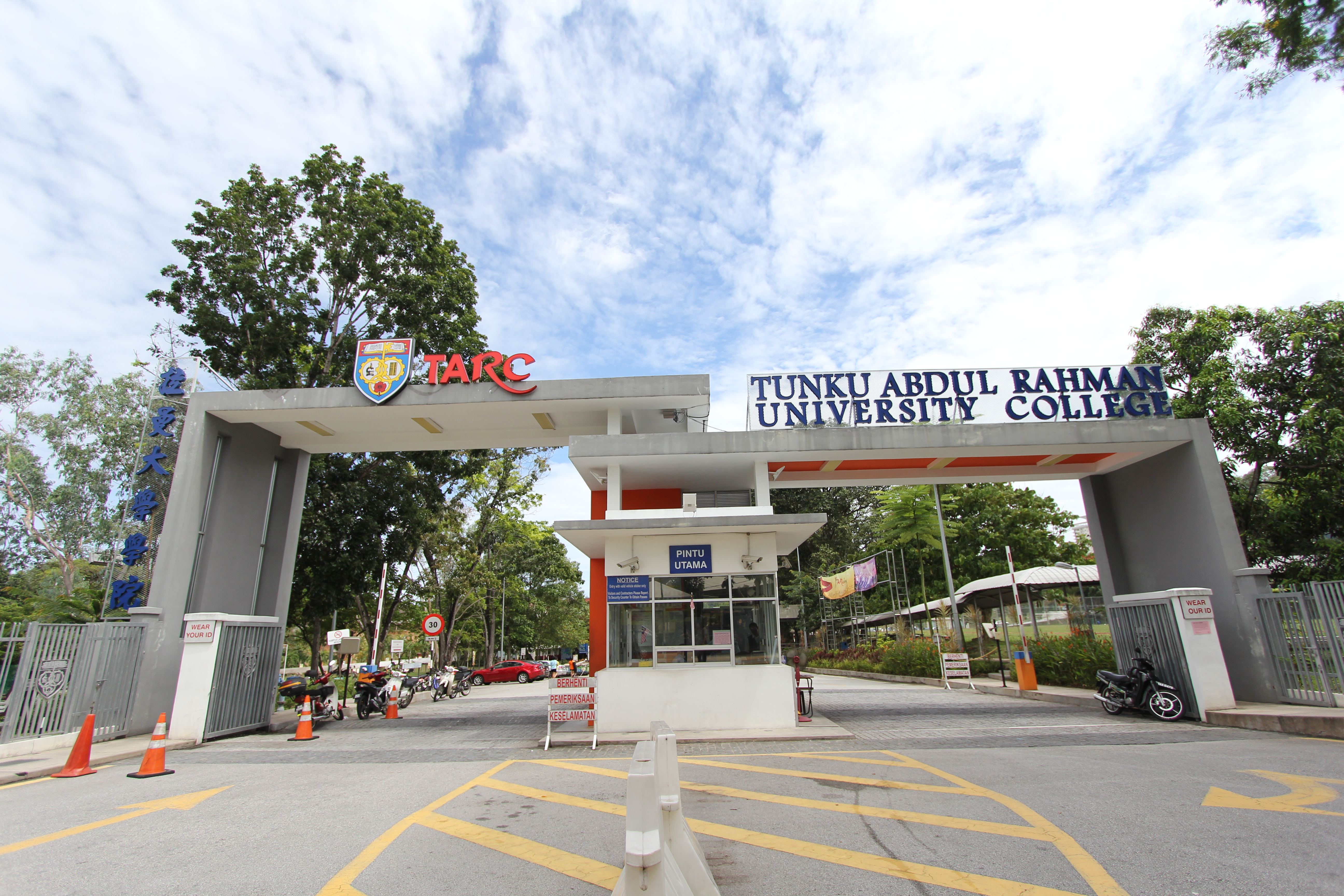
拉曼大学学院

- 2020年5月27日，拉曼大学学院获得马来西亚财政部宣布拨款5800万行政经费[6]。
- 2020年7月21日，财政部根据《2020年马来西亚联邦政府财政预算案》的统一基金再重新分配拨款，高等教育部总共获得59亿2281万1700令吉拨款，相比2019年增加了6亿2374万6800令吉[7]。
- 2020年12月15日，教育部根据《2021年马来西亚联邦政府财政预算案》通过获得472亿7093万9700令吉的部门拨款[8]。

## 体育
- 2020年马来西亚超级足球联赛，由柔佛DT卫冕冠军。
- 2020年马来西亚羽毛球大师赛，马来西亚最好成绩由陈炳顺与吴柳萤止步于混合双打准决赛。

## 天灾意外
- 2019冠状病毒病马来西亚疫情 （2020年至今）
- 2020年安邦直升机空中相撞事故

## 逝世
- 2020年1月1日， 丹斯里羅思仁， 沙巴州第二任首席部长 (1965-1967)，也是州内第一位华裔首席部长，享寿96岁。[9][10]
- 2020年2月10日，拿督斯里奥马奥斯曼，巫统元老，1986年中选为武吉勿洞州议员，1990年起连续担任3届日赖州议员，前彭亨州行政议员，因癌症并发症逝世，享寿70岁[11]。
- 2020年5月6日，彭亨珍尼州议员拿督斯里阿布峇卡哈伦，因心脏病逝世，享寿60岁[12]。
- 2020年7月10日，杨金荣，马来西亚著名书法家，曾任马来西亚书艺协会署理总会长、出版主任、评议员、评审员、南方大学学院特约讲师、柔佛州书艺协会会长、马来西亚书艺协会新山联委会主席、新山书法馆馆长、柔佛州书艺协会会长，因病逝世，享年44岁[13]。
- 2020年7月11日，陆庭谕，马来西亚华文教育工作者、教育家，自1965年开始出任教总副主席，直至2006年5月才引退，1996年担任林连玉基金会主席，直至2008年6月引退，因病逝世，享耆寿90岁[14]。
- 2020年7月11日，朱自存，马来西亚广播电台新闻室华文新闻前监督，马来西亚报业研讨会七届主席，马来西亚华文报刊编辑人协会首任会长，马来西亚书艺协会首任会长，《南洋商报》前任总编辑，因头部跌伤送院医治后回家疗养，后病情恶化逝世，享耆寿97岁[15]。
- 2020年7月15日，拿督古赛里，巫统霹雳州仕林州议员，巫统最高理事会成员，曾任马来西亚电影发展局主席，因心脏病发逝世，享年59岁[16]。
- 2020年10月2日，拿督刘伟强，曾任沙巴自由民主党主席，前马来西亚首相署法律事务部长，因肺部细菌感染，在沙巴亚庇鹰阁医院逝世，享壽60岁。
- 2020年10月15日，东姑美占，苏丹莫哈末五世殿下的王姑，因老人病在哥打峇鲁中央医院逝世，享年80岁[17]。
- 2020年10月16日，阿都阿兹三苏丁，前任乡村及区域发展部长，于晚间11时52分逝世，享年82岁[18]。
- 2020年11月20日，张木钦，曾任《南洋商报》记者、编辑、主笔和总编辑等职，1993年至1994年则出任《新通报》编务董事兼总编辑，退休后仍为《南洋商报》、《中国报》等多个报馆撰写专栏，在大马文化界有「江湖第一笔」和「张大侠」的称誉，在吉隆坡班台专科医院逝世，享寿84岁[19]。
- 2020年12月15日，翁姑·阿都·阿兹，曾任马来亚大学经济学教授，马大文学院院长与经济与行政学院院长。1968年至1988年担任马大副校长，朝圣基金会局（英语：Tabung Haji）创办人，1978年被授予皇家教授的头衔，是首位被赋予此头衔的马来西亚人，下午4时30分在吉隆坡太子阁专科医院（Prince Court）病逝，享耆寿98岁[20]。
- 2020年12月18日，拉哈诺亚，马来西亚第二任首相敦阿都拉萨夫人，在吉隆坡太子阁专科医院（Prince Court）病逝，享寿87岁[21]。
- 2020年12月24日，张昌富，常成控股主席兼常青集团执行总裁，砂拉越首富张晓卿儿子，享寿60岁[22]。